# Biała Pierwsza (Łódź)
Pour les articles homonymes, voir Biała Pierwsza.
Biała Pierwsza est une localité polonaise de la gmina de Biała, située dans le powiat de Wieluń en voïvodie de Łódź.